# Municipio de Maquoketa
El municipio de Maquoketa (en inglés: Maquoketa Township) es un municipio ubicado en el condado de Jackson en el estado estadounidense de Iowa. En el año 2010 tenía una población de 3100 habitantes y una densidad poblacional de 32,99 personas por km².

## Geografía
El municipio de Maquoketa se encuentra ubicado en las coordenadas 42°4′39″N 90°36′39″O / 42.07750, -90.61083. Según la Oficina del Censo de los Estados Unidos, el municipio tiene una superficie total de 93.97 km², de la cual 93.32 km² corresponden a tierra firme y (0.69%) 0.64 km² es agua.

## Demografía
Según el censo de 2010, había 3100 personas residiendo en el municipio de Maquoketa. La densidad de población era de 32,99 hab./km². De los 3100 habitantes, el municipio de Maquoketa estaba compuesto por el 94.58% blancos, el 1% eran afroamericanos, el 0.48% eran amerindios, el 0.35% eran asiáticos, el 1.55% eran isleños del Pacífico, el 0.42% eran de otras razas y el 1.61% pertenecían a dos o más razas. Del total de la población el 1.68% eran hispanos o latinos de cualquier raza.